# Glödnitz
Glödnitz – gmina w Austrii, w kraju związkowym Karyntia, w powiecie Sankt Veit an der Glan. Według Austriackiego Urzędu Statystycznego liczyła 827 mieszkańców (1 stycznia 2015).